# Laceyville (Pennsylvanie)
Laceyville est un borough situé au nord du comté de Wyoming, en Pennsylvanie, aux États-Unis,. En 2010, il comptait une population de 379 habitants, estimée au 1er juillet 2020 à 371 habitants.

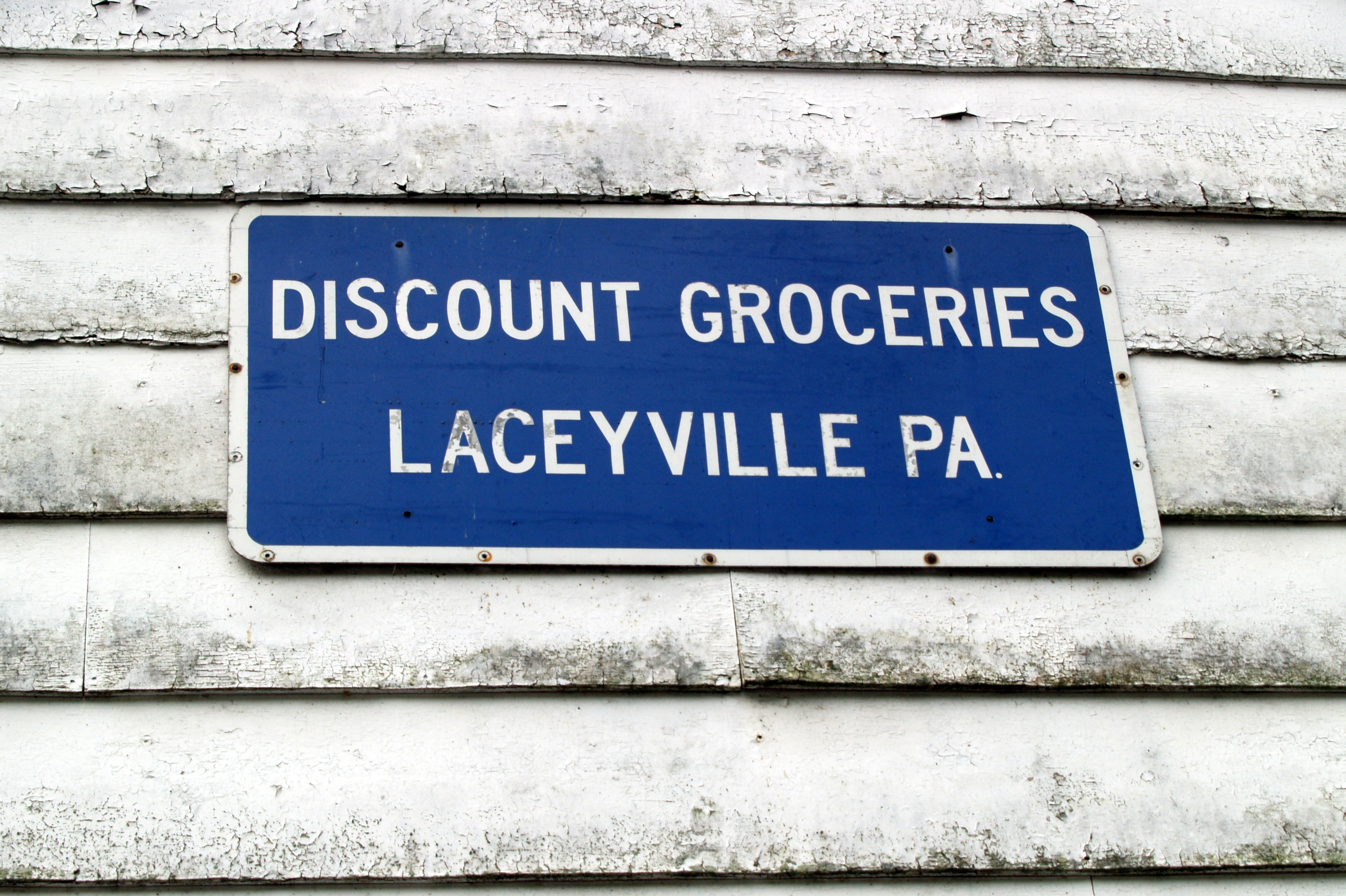
Épicerie abandonnée à Laceyville

## Démographie
Lors du recensement de 2010, le borough comptait une population de 379 habitants. Elle est estimée, en 2020, à 371 habitants.